# Kronjurist
Kronjurist (eng. law officer of the crown), alternativt Riksåklagaren, kallas i England Attorney General. Denne ämbetsman utgör av hävd tillsammans med sin ställföreträdare, Solicitor General, brittiska regeringens främsta juridiska rådgivare. 
De två nämnda engelska ämbetsmännen är vanligen (men behöver inte vara) ledamöter av brittiska under- eller överhuset samt av regeringen och avgår med denna, men de tillhör inte ministerkabinettet. Från de båda ämbetsmännen inhämtas utlåtanden i rättsfrågor, när så anses påkallat, innan regeringsbeslut fattas och utfärdas. Enligt praxis skall de rättsliga råden finnas tillgängliga för efterträdande regeringar, till skillnad från dokument av ministrar.
Attorney General representerar kronan inför domstol både i civila mål och som åklagare i brottmål. Han övervakar alla domstolsförhandlingar, som berör det kungliga prerogativet. Därjämte är han advokatsamfundets självskrivne chef och som sådan högsta instans i frågor om advokatetik och etikett. Solicitor General utövar under vakanser Attorney Generals ämbete och har för övrigt ungefär samma ämbetsplikter och befogenheter som denne; han är Attorney Generals förste assistent och har traditionella anspråk på att efterträda honom, om ämbetet blir ledigt annorlunda än genom ny regering. Det är också vanligt att Attorney General utses till Lord Chief Justice, om detta ämbete blir ledigt under hans ämbetstid.

## Historia
En engelsk attornatus regius med uppdrag att inför domstol bevaka kronans intressen omtalas redan 1277. 

## Skottland
I Skottland heter motsvarande ämbetsman Lord Advocate (förr King's Advocate) och Solicitor General.